# Nothosaerva brachiata
Nothosaerva brachiata là loài thực vật có hoa thuộc họ Dền. Loài này được (L.) Wight mô tả khoa học đầu tiên năm 1853.